# Javůrek
Javůrek (en allemand : Jawurek) est une commune du district de Brno-Campagne, dans la région de Moravie-du-Sud, en République tchèque. Sa population s'élevait à 356 habitants en 2025.

## Géographie
Javůrek se trouve à 9 km au nord-nord-ouest de Rosice, à 12 km au sud-sud-ouest de Tišnov, à 20 km à l'ouest-nord-ouest de Brno et à 166 km au sud-est de Prague.
La commune est limitée par Maršov et Lažánky au nord, par Veverská Bítýška à l'est, par Hvozdec, Veverské Knínice et Říčky au sud, et par Domašov et Lesní Hluboké à l'ouest.

## Histoire
La première mention écrite de la localité date de 1399.

## Transports
Le territoire de la commune est traversé par l'autoroute D1, qui relie Prague à Brno, mais l'échangeur le plus proche se trouve à Lesní Hluboké.